# Blood Stain Child
A Blood Stain Child (a lemezborítóikon BLOOD STAIN CHILD-ként stilizálva) japán együttes. Zenéjükben a melodikus death metal keveredik az electro-industrial és a trance műfajokkal.

## Története
1999-ben alakult Oszakában Visionquest néven. Ryo, Ryu, Daiki, Aki és Violator alapították. 2000-ben felvették jelenlegi nevüket és rögzítettek egy háromdalos demót. A zenekar elküldte a demót egy rádióállomásnak, és a rádió DJ-jének nagyon tetszett a BSC zenéje, így beajánlotta őket egy lemezkiadónak.
Első nagylemezük 2002-ben jelent meg. Ryu szerint a honfitárs X Japan és Luna Sea együttesek zenéje nagy hatással volt rá, így megalapította a saját zenekarát. A Blood Stain Child zenéje leginkább a Children of Bodom, az In Flames, a Norther és a Soilwork zenéjéhez hasonlítható.

## Tagok
- Ryu - gitár (1999-), billentyűk (2016-)
- G.S.R - ritmusgitár (2007-)
- Yakky - basszusgitár (2016-)
- Yasu - dob (2018-)
- Sadew - ének (2007-2010, 2018-)

## Korábbi tagok
- Daiki - ritmusgitár (1999-2005)
- Shiromasa - ritmusgitár (2005-2007)
- Violator - dob (1999-2010)
- Sophia - ének (2010-2012)
- Kiki - ének (2012-2016)
- Ryo - basszusgitár (1999-2016), ének (1999-2007)
- Aki - billentyűk (1999-2016)
- Gami - dob (2010-2018)
- Saika - ének (2016-2018)

## Diszkográfia
- Silence of Northern Hell (2002)
- Mystic Your Heart (2003)
- Idolator (2005)
- Mozaiq (2007)
- Epsilon (2011)
- The Legend (válogatáslemez, 2018)
- Amateras (2019)

## Egyéb kiadványok
Demók, középlemezek
- Demo 2000
- The World (2001)
- LAST STARDUST (EP, 2014)
- NEXUS (EP, 2016)
- TRI ODYSSEY (EP, 2017)